# Bartolomé Blanco
O Beato Bartolomé Blanco Márquez (25 de novembro de 1914 – 2 de outubro de 1936) foi secretário espanhol da Ação Católica e delegado dos Sindicatos Católicos.

## Vida
Nascido em 25 de novembro de 1914 em Pozoblanco, província de Córdoba, Espanha, Blanco ficou órfão quando criança e foi criado por sua tia e tio com quem trabalhava. Foi um excelente aluno, estudando sob a tutela dos Salesianos. Também serviu como catequista leigo e aos 18 foi eleito secretário da juventude da Ação Católica em Pozoblanco.

## Prisão e julgamento
Em 18 de agosto de 1936, Blanco foi preso durante uma licença militar por se recusar a ser mobilizado nas forças armadas do governo contra a rebelião militar de Franco em julho; em 24 de setembro, ele foi transferido para uma prisão em Jaén. Lá ele foi mantido com quinze padres e outros leigos. Durante o julgamento, Blanco permaneceu fiel à sua fé e convicções religiosas. Ele não protestou contra sua sentença de morte e disse ao tribunal que, se vivesse, continuaria sendo um católico ativo. Ele foi julgado, condenado à morte e fuzilado em 2 de outubro de 1936, acusado de se recusar a servir no exército em tempo de guerra.
 “Que esta seja a minha última vontade: perdão, perdão, perdão; mas indulgência, que desejo ser acompanhada, fazendo-lhes o melhor possível. Por isso, peço-lhe que me vingue com a vingança de um cristão: devolvendo muito bem àqueles que tentaram me fazer mal ”, escreveu aos familiares. 
De acordo com os documentos que sustentam sua causa de beatificação, Blanco foi ao local de sua execução descalço, "para se conformar mais a Cristo. Ele beijou suas algemas, surpreendendo os guardas que o algemaram. Ele se recusou a levar um tiro pelas costas. “Quem morre por Cristo deve fazê-lo voltado para a frente e ereto. Longa vida a Cristo Rei! ” ele gritou enquanto caia no chão sob uma chuva de balas. Blanco foi beatificado em 28 de outubro de 2007 pelo Papa Bento XVI.